# Yeoh Kay Bin
Yeoh Kay Bin (* 19. Juli 1980 in Perak) ist ein malaysischer Badmintonspieler. 

## Karriere
Yeoh Kay Bin belegte bei der Asienmeisterschaft 2007 Rang drei im Herreneinzel, seiner Spezialdisziplin. Ebenfalls Platz drei sprang bei den New Zealand Open heraus. Die Romanian International 2010 konnte er für sich entscheiden. Bei den Südostasienspielen 2007 reichte es dagegen nur zu Rang fünf.

## Sportliche Erfolge
| Saison | Veranstaltung          | Disziplin    | Platz | Name         |
| ------ | ---------------------- | ------------ | ----- | ------------ |
| 2007   | Asienmeisterschaft     | Herreneinzel | 3     | Yeoh Kay Bin |
| 2007   | Südostasienspiele      | Herreneinzel | 5     | Yeoh Kay Bin |
| 2007   | New Zealand Open       | Herreneinzel | 3     | Yeoh Kay Bin |
| 2010   | Romanian International | Herreneinzel | 1     | Yeoh Kay Bin |